# Malé Březno (Ústí nad Labem)
Malé Březno è un comune della Repubblica Ceca facente parte del distretto di Ústí nad Labem, nella regione omonima.